# 1948년 미국 하원의원 선거
1948년 미국 하원의원 선거는 1948년 11월 2일 1948년 미국 대통령 선거와 같이 치러졌다. 대선에서 해리 트루먼 대통령이 승리한 것과 더불어 하원에서도 민주당이 과반을 차지했다.

## 선거 결과

### 정당별 선거 결과
의석수
| 정당       | 의석수 |
| ---------- | ------ |
| 민주당     | 263석  |
| 공화당     | 171석  |
| 미국노동당 | 1석    |
| 합계       | 435석  |

득표
| 정당       | 득표수     | 득표율 |
| ---------- | ---------- | ------ |
| 민주당     | 24,217,516 | 52.4%  |
| 공화당     | 20,894,960 | 45.2%  |
| 미국노동당 | 409,789    | 0.9%   |
| 진보당     | 362,514    | 0.8%   |
| 금주당     | 32,648     | 0.1%   |
| 기타       | 302,090    | 0.7%   |
| 총합       | 46,219,517 |        |